# Zagadki
Zagadki – wieś w Polsce położona w województwie łódzkim, w powiecie bełchatowskim, w gminie Szczerców. Miejscowość wchodzi w skład sołectwa Grudna.
W latach 1975–1998 miejscowość należała administracyjnie do województwa piotrkowskiego.